# 廣電西廣島站

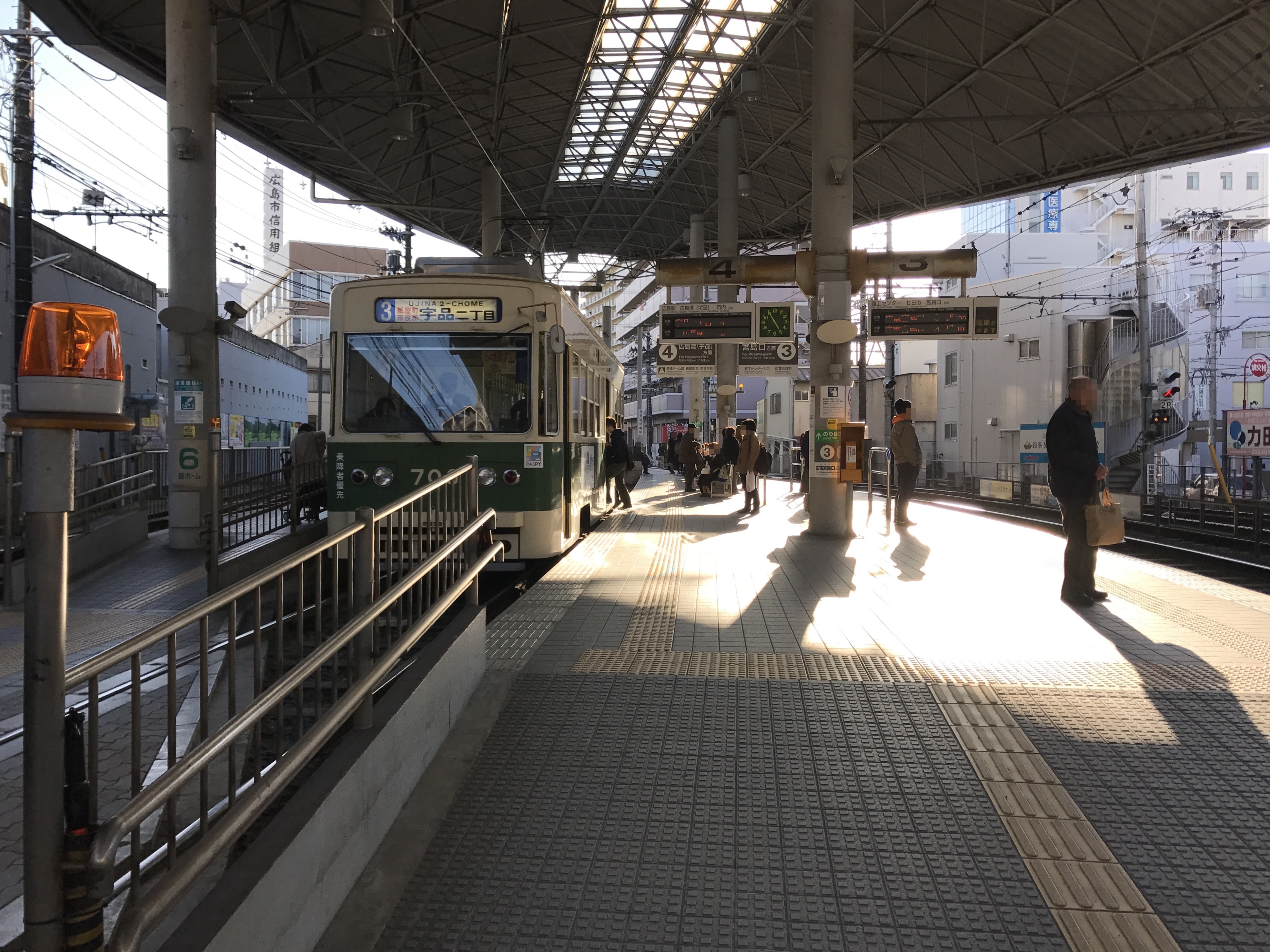
站內

廣電西廣島站（日语：／ Hiroden-nishi-hiroshima eki */?）是位於廣島縣廣島市西區己斐本町一丁目18番8號，廣島電鐵的車站。車站編號為M19。

## 概要
此站是市內線本線（電車線）的起點，也是宮島線（鐵路線）的起點車站。此站是鐵路與電車路軌的分界點。
曾經市內線停留場己斐電車站（日语：／）位於宮島線（廣電西廣島站）車站旁邊，當時分成兩座車站。在1962年（昭和37年）起，市內線和宮島線開始直通運輸。在1991年（平成3年）8月8日起，幾乎所有電車都可直通運輸。隨後，在2001年（平成13年）1月中旬起至同年7月尾，宮島線的廣電西廣島站與市內線的己斐電車站進行整合工程，車站大樓也進行工程。在同年11月1日，整合工程完成。由於經過整合，當時車站的名稱變為「廣電西廣島（己斐）」。但是，該車站名稱中的「己斐」不是以副站名的形式出現（與「廣島港（宇品）」和「廿日市市役所前（平良）」情況不同）。而現狀廣島電鐵的官方資訊與站名牌等都統一使用「廣電西廣島」。但是，於此站為終點站的電車方向牌上仍然會以「西廣島（己斐）」表示此站。

## 歷史

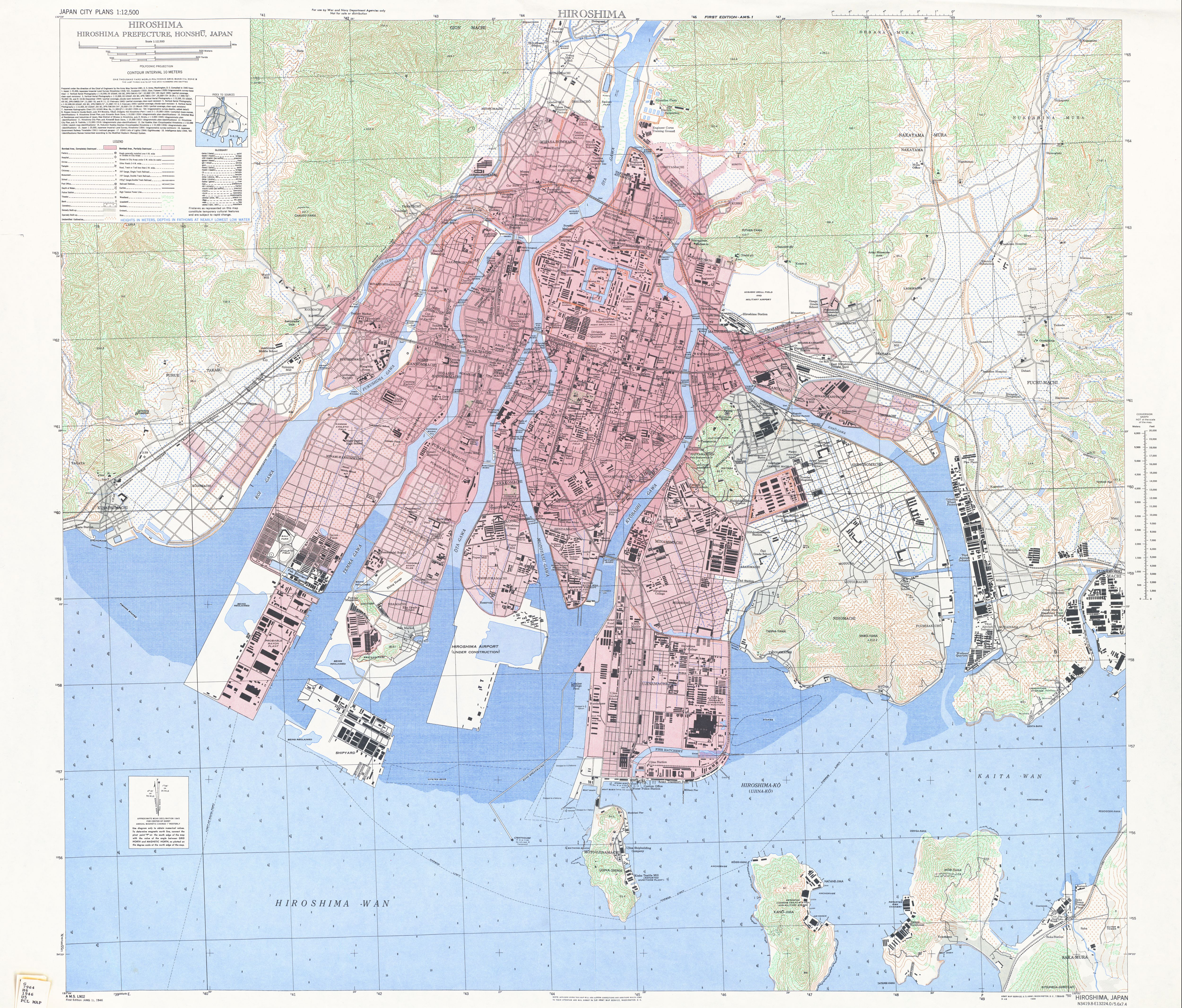
1945年由美軍造作的廣島市地圖。圖中可看見"Koimachi Station"位置。

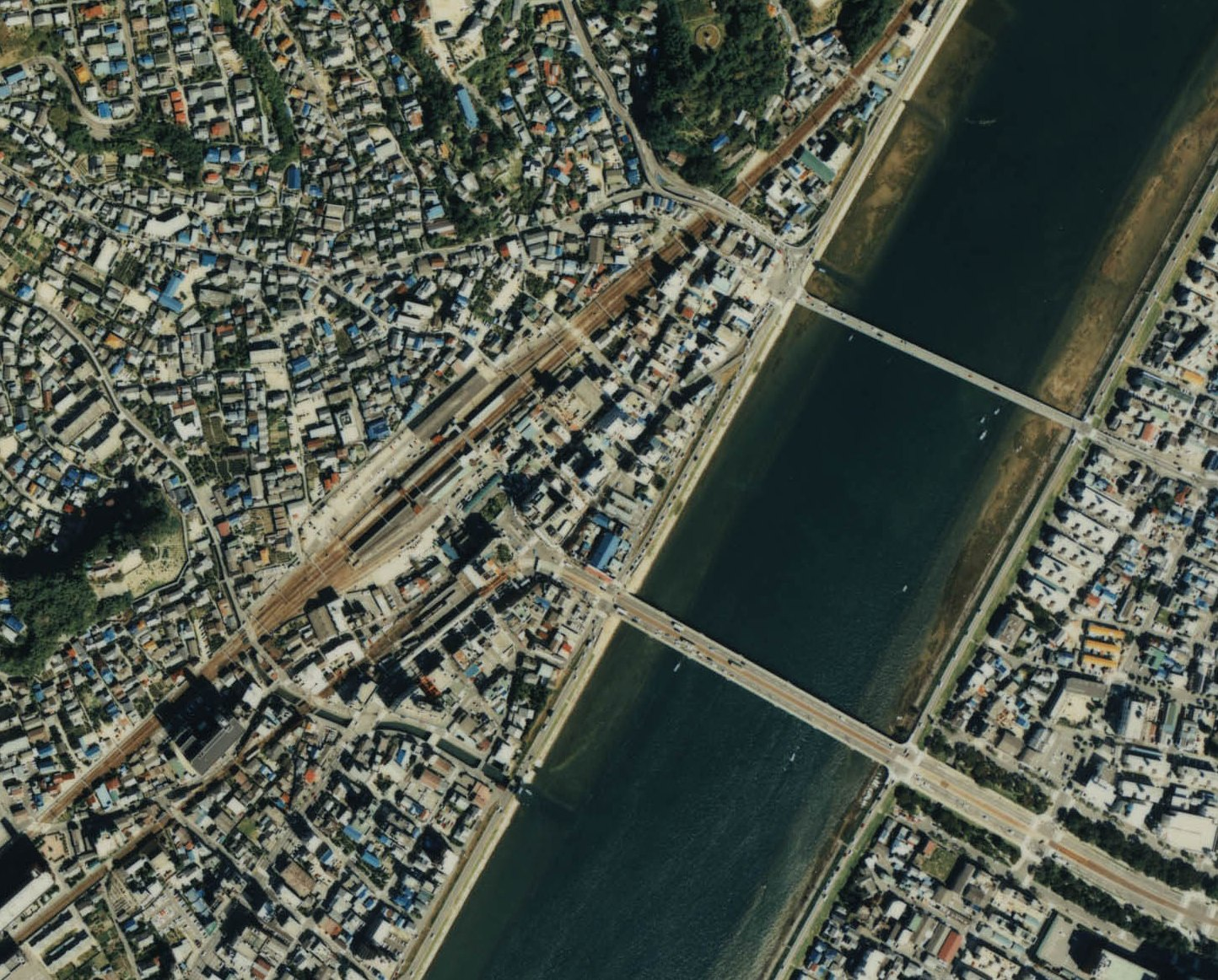
1988年。。

- 1912年（大正元年）12月8日 市內線己斐電車站啟用。
- 1922年（大正11年）8月22日 宮島線的己斐町站啟用。
- 1931年（昭和6年）8月22日 宮島線的己斐町站改名為西廣島站。
- 1945年（昭和20年）
  - 8月6日 - 廣島市被投下原子彈，市內線暫停營業[4]。
  - 8月9日 - 本線往西天滿町方向重開[5]。
- 1957年（昭和32年）5月 車站遷移至現地。
- 1964年（昭和39年）
  - 5月 設置自動售票機。
  - 6月10日 於己斐電車站前方的廣電會館（日语：ひろでん会館）開幕。
  - 9月30日 信號所落成。
- 1969年（昭和44年）10月1日 宮島線西廣島站改名為廣電西廣島站。
- 1989年（平成元年）7月8日 實施時間表修正，行走廣島站前至己斐的2號線由己斐營業所管理，在當天合併至西廣島營業所，該營業所管理宮島線（包括直通電車）。
- 2001年（平成13年）11月1日 市內線的己斐電車站與廣電西廣島站合併，翻新車站大樓。閘口和自動售票機當日起撤走。
- 2018年（平成30年）
  - 3月31日 廣電會館關閉。
  - 5月7日 開始拆毀廣電會館。

## 車站構造
車站是一座地面車站，設有4面6線的島式月台。當中1號月台只前往宮島線方向，4、5、7號月台只前往市內線方向，以上各月台設有止衝擋設備。另外，4、5號月台是位於同一路軌上。由於上述提及的經過，宮島線的路線是位於本線的北邊，使除了1號和7號月台外，其他月台的路軌呈S字形構造。
| 月台 | 路線 | 目的地                     | 備註                                                                                |
| ---- | ---- | -------------------------- | ----------------------------------------------------------------------------------- |
| 1    |      | 前往廣電宮島口             | 只供平日早上繁忙時間折返列車使用                                                    |
| 2    |      | 前往廣島                   |                                                                                     |
| 3    |      | 前往廣電宮島口             | 通常使用此月台                                                                      |
| 4    |      | 前往廣電本社前、日赤醫院前 |                                                                                     |
| 4    |      | 前往廣島港                 | 部分班次前往宇品二丁目                                                              |
| 5    |      | （落客專用）               |                                                                                     |
| 6    |      | 前往廣電本社前、日赤醫院前 | 只限平日早上繁忙時間使用                                                            |
| 6    |      | 前往廣電宮島口             | 主要在黃昏時段執行折返班次時使用                                                    |
| 7    |      | （臨時月台）               | 通常不會使用※聖誕電車、前往荒手車廠的退役車、不載客列車等車輛在此站等待出發時使用。 |

- 在早上和黃昏繁忙時段，此站設有數名車站職員當值[2]。車站職員會在此站進行不同的業務，包括使用流動讀卡器進行收取車費、找續、發售PASPY、進行安全管理和詢問服務等。車站職員當值時間大致如下：
  - 上行直通電車…早上7時至11時半、下午3時半至7時半（平日早上9時半前，會為2號月台到達的電車乘客收取車費等工作）
  - 下行直通電車…黃昏5時至晚上9時
  - 3號線（於此站折返）…下午4時半至晚上9時
- 在早上，日間非繁忙時間和晚間沒有車站職員當值。
- 部分站內平交道沒有遮斷機。在車站職員當值時間，當電車通過時，職員會前往這些平交道，以人手阻擋乘客通過。
- 此站靠近東高須一方設有站內平交道，該處為鐵路與電車軌道的分界點。
- 2號月台前往廣電宮島口方向設有出發信號燈，從廣電宮島口方向進入3號月台前設有到達信號燈。這兩組信號燈通過沒有列車使用，除了不載客列車或臨時列車外。
- 在車站整合工程中，3號月台可延伸至市內線路軌，而4、5號月台只可向市內線出發。因此，2號月台是廣島站方向的上落車月台，3號月台是廣電宮島口方向的上落車月台。
- 新設的6、7號月台是市內線電車的等待線。
- 曾經設有從此站出發前往JA廣島醫院前或廣電廿日市的班次，但是於2013年11月時間表修正後取消。

### 電車運行路線與月台（1989年8月至2001年10月）

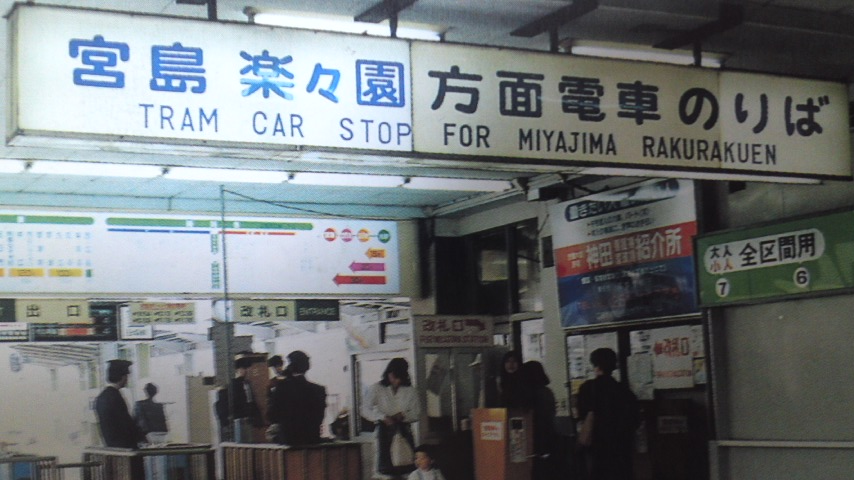
翻新前的閘口

在2001年10月前，鐵路線一方設有4面月台。
| 1 | 廣電廿日市、JA廣島醫院前、廣電宮島方向           | 港灣式月台、於此站折返     |
| 2 | 廣島站、廣電本社前、宇品二丁目方向的下車月台     | 直通至宮島線的直通列車專用 |
| 3 | 廣電廿日市、JA廣島醫院前、廣電宮島方向           | 港灣式月台、於此站折返     |
| 4 | 廣電廿日市、JA廣島醫院前、廣電宮島方向的乘車月台 | 直通至市內線的直通列車專用 |

- 宮島線前往市內線的電車會在西廣島讓乘客下車前往己斐讓乘車乘車，反之亦然。
- 隨著宮島線專用的高地台列車全部廢止，所有月台均為低地台月台。2號月台路軌可延伸至市內線，前往廣島站方向的直通列車會分號下車月台和乘車月台。
- 車費方面，乘客會在西廣島站的車站閘口支付車費。而己斐電車站中基本上在車內支付車費，在部分情況會在電車站設置流動車費箱。
- 2號月台可向宮島方向出發，而從宮島方向的列車可進入4號月台。但是市內方向的列車不可進入2號月台，而4號月台列車不可向市內方向出發。
- 當時沒有現時6、7號月台和路軌。

### 舊己斐電車站
在2001年10月前，己斐電車站曾經設有2面2線的相對式月台。下行線月台為市內線（本線）下車專用月台，上行線月台是與廣電會館1樓部分位置成為一體化結構，同時為市內線（本線）的乘車專用月台。
月台在車站整合後仍然存在。下行線變成為單車停泊處，上行線變成了露天商店空間「廣電橫丁」，各月台上已都設有柵欄，再不可以進行上落車。在2018年，廣電會館與此電車站一同被拆毀。

## 使用狀況
以下數據取自《廣島市統計書》資料。1日平均乘車人次數據是來自該年度的總乘車人次除以當年的日數，再取至小數點後1位。當話廣島電鐵的數據中是以每1,000人為單位，因此每年都會有500人的誤差。即1日平起有1.4人次的誤差。
| 年度               | 1日平均 乘車人次 | 1年總 乘車人次 | 1年總使用 定期票人次 | 1年總使用 非定期票人次 | 參考資料        |
| ------------------ | ---------------- | -------------- | -------------------- | ---------------------- | --------------- |
| 1998年（平成10年） | 14,898.6         | 5,438,000      | 1,688,000            | 3,750,000              | [ 使用狀況 1 ]  |
| 1999年（平成11年） | 14,967.2         | 5,478,000      | 1,594,000            | 3,884,000              | [ 使用狀況 1 ]  |
| 2000年（平成12年） | 14,567.1         | 5,317,000      | 1,551,000            | 3,766,000              | [ 使用狀況 1 ]  |
| 2001年（平成13年） | 13,969.9         | 5,099,000      | 1,483,000            | 3,616,000              | [ 使用狀況 2 ]  |
| 2002年（平成14年） | 13,860.3         | 5,059,000      | 1,439,000            | 3,620,000              | [ 使用狀況 3 ]  |
| 2003年（平成15年） | 13,767.8         | 5,039,000      | 1,453,000            | 3,586,000              | [ 使用狀況 4 ]  |
| 2004年（平成16年） | 13,821.9         | 5,045,000      | 1,410,000            | 3,635,000              | [ 使用狀況 5 ]  |
| 2005年（平成17年） | 13,326.0         | 4,864,000      | 1,409,000            | 3,455,000              | [ 使用狀況 6 ]  |
| 2006年（平成18年） | 13,430.1         | 4,902,000      | 1,458,000            | 3,444,000              | [ 使用狀況 7 ]  |
| 2007年（平成19年） | 13,475.8         | 4,932,000      | 1,478,000            | 3,454,000              | [ 使用狀況 8 ]  |
| 2008年（平成20年） | 13,487.4         | 4,923,000      | 1,482,000            | 3,441,000              | [ 使用狀況 9 ]  |
| 2009年（平成21年） | 12,605.5         | 4,601,000      | 1,490,000            | 3,111,000              | [ 使用狀況 10 ] |
| 2010年（平成22年） | 11,975.3         | 4,371,000      | 1,497,000            | 2,874,000              | [ 使用狀況 11 ] |
| 2011年（平成23年） | 11,945.4         | 4,372,000      | 1,469,000            | 2,903,000              | [ 使用狀況 12 ] |
| 2012年（平成24年） | 11,945.2         | 4,360,000      | 1,439,000            | 2,921,000              | [ 使用狀況 13 ] |
| 2013年（平成25年） | 11,964.4         | 4,367,000      | 1,442,000            | 2,925,000              | [ 使用狀況 14 ] |
| 2014年（平成26年） | 12,150.7         | 4,435,000      | 1,532,000            | 2,903,000              | [ 使用狀況 15 ] |
| 2015年（平成27年） | 12,061.6         | 4,415,000      | 1,534,000            | 2,881,000              | [ 使用狀況 16 ] |
| 2016年（平成28年） | 12,043.8         | 4,396,000      | 1,554,000            | 2,843,000              | [ 使用狀況 17 ] |
| 2017年（平成29年） | 11,939.7         | 4,358,000      | 1,620,000            | 2,738,000              | [ 使用狀況 18 ] |

## 車站周邊
此站位於西日本旅客鐵道（JR西日本）西廣島站的南方。車站位於山陽本線和宮島街道（舊國道2號）之間的位置。車站周邊是位於廣島市西區中心地區，車站比較接近西區公所。
舊己斐電車站鄰接由廣島電鐵擁有的「廣電會館」，成為該電車站的車站大廈，後來於2018年被拆毀。
本線（市內線）路軌在越過新己斐橋（太田川防洪道）後會經過一個近乎直角的左急彎。在經過急彎後便進入此站。在毎年1月的天皇盃全國都道府縣對抗男子驛傳競走大會中，此處為最後一區（第7區），跑手會横過此路線，乘客可從電車到達廣電西廣島站前，於新己斐橋看見跑手通過路軌。

## 與調皮三人組的關係
調皮三人組作者那須正幹來自己斐，該兒童文學以此站作為背景，在《調皮三人組》中廣電西廣島站名為市電花山站（但是與實際車站有少許分別，文學中沒有出現宮島線）。另外，電車站的車站大廈「廣電會館」在文學中變成花山百貨公司。於現實車站中有展板提及此事。

## 相鄰車站
廣島電鐵
■本線、■宮島線
福島町（M18，本線）－廣電西廣島（M19）－東高須（M20，宮島線）

## 注腳

### 使用狀況
1. 1 2 3  《廣島市統計書》平成13年版
2. ↑  《廣島市統計書》平成14年版
3. ↑  《廣島市統計書》平成15年版
4. ↑  《廣島市統計書》平成16年版
5. ↑  《廣島市統計書》平成17年版
6. ↑  《廣島市統計書》平成18年版
7. ↑  《廣島市統計書》平成19年版
8. ↑  《廣島市統計書》平成20年版
9. ↑  《廣島市統計書》平成21年版
10. ↑  《廣島市統計書》平成22年版
11. ↑  《廣島市統計書》平成23年版
12. ↑  《廣島市統計書》平成24年版
13. ↑  《廣島市統計書》平成25年版
14. ↑  《廣島市統計書》平成26年版
15. ↑  《廣島市統計書》平成27年版
16. ↑  《廣島市統計書》平成28年版
17. ↑  《廣島市統計書》平成29年版
18. ↑  《廣島市統計書》平成30年版

## 外部連結
- 廣電西廣島 | 電車情報：電停指南 （页面存档备份，存于）（日語） - 廣島電鐵
- 站內配線的變遷  （页面存档备份，存于）（日語）